# Успение Богородично (Поздивища)
Вижте пояснителната страница за други значения на Успение Богородично.
„Света Богородица“ (на гръцки: Παναγίας, Панагияс) е възрожденска православна църква в костурското село Поздивища (Халара), Егейска Македония, Гърция.

## История
Църквата е гробищен храм, разположен на километър източно от селото. Датира от около 1700 година, но бил разрушен в 1815 година и веднага възстановен. От предшестващата църква са оцелели само глинените плочи на пода и кръглите основи на дървените колони, които са разделяли наоса на три кораба. Панделис Цамисис преди 1949 година успява да запише ктиторския надпис от 1815 година:
| „ | † Ανιστορήθη και εκαλλωπίσθη ο ναός ούτος της εν Αγίοις Δεσποίνης ημών Θεοτόκου και αειπαρθένου Μαρίας, διά συνδρομής και κόπου και εξόδων και δαπάναις του αιδεσιμωτάτου Παπά Ιωάννου και των τιμιωτάτων Δημητρίου, Αγγελή, Τραγιάννη. Εθεμελιώθη διά χειρός Αναστασίου Κωνσταντίνου εκ Μεγαρόβου, 1815. Изписа се и украси храмът този на Светата Владичица наша Богородица и присно Дева Мария със съдействието и усилията и разходите и харчовете на уважавания поп Йоан и честните Димитър, Ангел, Траян. Основа се от ръцете на Анастас Константин от Мегарово, 1815 г. | “ |

Църквата е грубо построена, с камъни и сурови тухли и поради тази причина, по време на Гражданската война (1946 - 1949), нейният покрив и южната й стена падат заедно със съществуващи стенописи. В началото на XXI век е археологическата служба изгражда импровизиран покрив.
От запазените стенописи е впечатляващо изображението на Светата Троица в апсидата вместо обичайната Света Богородица Ширшая небес. Това вероятно е под влияние на циркулиращите по това време руски медни гравюри.
- Стенописи от 1815 година
- Стенопис
- Райските часовници
- Светата Троца
- Ктиторски имена в нишата на протезиса: Констандин, Георги, Бозо...
- Сваляне от кръста
- Стенопис
- Стенопис
- Стенопис
- Стенопис